# Présidence britannique du Conseil des Communautés européennes en 1977
La présidence britannique du Conseil de l'Union européenne en 1977 désigne la première présidence du Conseil de l'Union européenne, effectuée par le Royaume-Uni depuis son adhésion à l'Union européenne en 1973.
Elle fait suite à la présidence néerlandaise de 1976 et précède la présidence belge de 1977.

## Déroulement
La présidence est marquée, le 19 février 1977, par le décès de Anthony Crosland, alors Secrétaire d'État des Affaires étrangères et du Commonwealth chargé de la présidence. Il fut remplacé, dès le 22 février, par David Owen.
La présidence britannique a notamment créé un  Recueil des interventions des présidences du Conseil à destination des présidences ultérieures.